# Caqarqışlaq
Caqarqışlaq è un comune dell'Azerbaigian situato nel distretto di Qusar. Conta una popolazione di 615 abitanti.